# 孟炜
孟炜（1963年2月—），中华人民共和国政治人物，前丹东市副市长兼市公安局局长。

## 履历
1985年2月参加工作，1987年3月加入中国共产党。从1985年到2007年一直在松溪市的公安系统工作，2007年4月调任辽宁省公安厅禁毒总队政委。
2009年11月，孟炜担任辽宁省公安厅信访处处长，其中2013年3月至2017年2月挂职任沈阳市公安局党委委员兼副局长，2017年2月正式担任沈阳市公安局党委委员兼副局长。
2017年11月，孟炜调任丹东市任市政府党组成员兼副市长、市公安局党委书记，局长兼督察长。2021年5月落马，同年6月被开除公职。

## 政界人物关系
- 杨建军（上司）：前沈阳市副市长兼公安局局长，2021年8月落马。